# Айліно
Айліно (рос. Айлино) — село в Саткинському районі Челябінської області Російської Федерації.
Населення становить 1441 особу (2010). Входить до складу муніципального утворення Айлинське сільське поселення.

## Історія
Згідно із законом від 17 листопада 2004 року органом місцевого самоврядування є Айлинське сільське поселення .

## Населення
| 2002 | 2010  |
| ---- | ----- |
| 1642 | ↘1441 |